# Níhov
Níhov település Csehországban, a Brno-vidéki járásban. Níhov Březí, Borovník, Katov, Rojetín, Lubné és Březské településekkel határos. Lakosainak száma 250 fő (2024. január 1.).

## Népesség
A település lakosságának változását az alábbi diagram mutatja:
| Lakosok száma | 288  | 269  | 242  | 180  | 232  | 206  | 226  | 238  | 249  | 250  |
|               | 1869 | 1890 | 1921 | 1950 | 1980 | 2001 | 2017 | 2019 | 2022 | 2024 |